# Vierentwintig generaals van Takeda Shingen

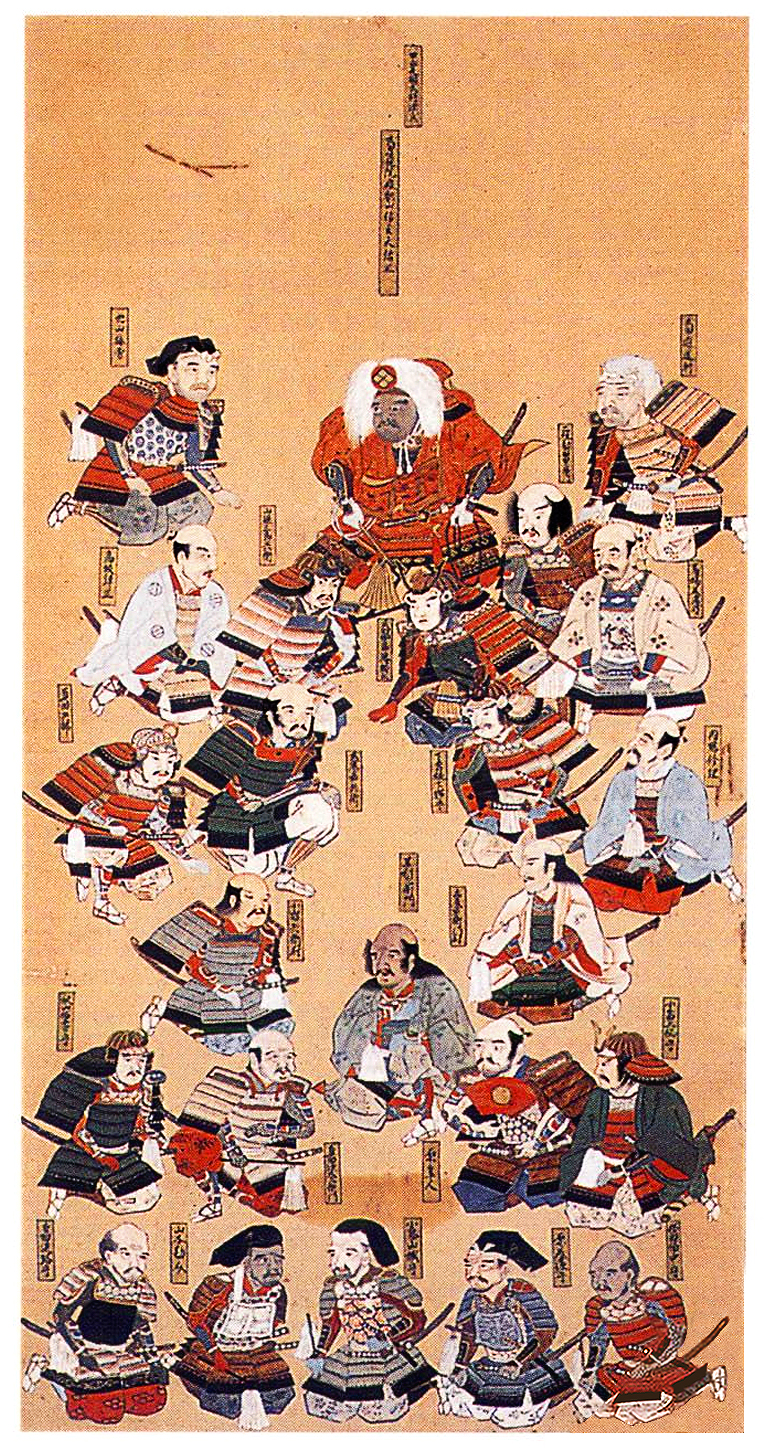
Vierentwintig generaals van Takeda Shingen

De Vierentwintig generaals van Takeda Shingen (Japans: 武田二十四将) waren de vierentwintig meest vertrouwde commandanten van Takeda Shingen, die in de 16e eeuw probeerde Japan te beheersen. Het is een van de bekendere historische groepen van commandanten uit de Sengoku-periode. Een derde van hen stierf in de Slag bij Nagashino in 1575 toen ze de troepen van de Takeda aanvoerden tegen de troepen van Oda Nobunaga. 
- Akiyama Nobutomo (1531 - 1575) - Betrokken bij de invasie van de provincie Shinano en tweede man in het leger van Takeda.
- Amari Torayasu (1498 - 1548) - Stierf te Uedahara.
- Anayama Nobukimi (1541 - 1582) - Na Mikatagahara en Nagashino koos hij de kant van Tokugawa Ieyasu en hielp bij het verslaan van Takeda Katsuyori.
- Baba Nobuharu (1514/15 - 1575) - Vocht te Mikatagahara en stierf als commandant van de rechtervleugel van het leger te Nagashino.
- Hara Masatane (1531 - 1575) - Stierf te Nagashino.
- Hara Toratane (1497 - 1564)
- Ichijo Nobutatsu (1539 - 1582) - Jongere broer van Takeda Shingen, vocht mee te Nagashino.
- Itagaki Nobutaka (1489 - 1548) - Stierf te Uedahara.
- Kosaka Masanobu (1527 - 1578) - Vocht te Kawanakajima.
- Naito Masatoyo (1522 - 1575)
- Obata Masamori (1534 - 1582) - Leidde de grootste troepenmacht, 500 man cavalerie en 1000 man voetvolk, te Nagashino.
- Obata Toramori (1491 - 1561) - Zou 40 keer gewond zijn geraakt in 30 veldslagen.
- Obu Toramasa (1504 - 1565)
- Oyamada Nobushige (1545 - 1582) - Vocht te Kawanakajima, Mikatagahara, Nagashino en Temmokuzan.
- Saigusa Moritomo (1537 - 1575) - Stierf te Nagashino.
- Sanada Nobutsuna (1537 - 1575) - Stierf te Nagashino, zoon van Sanada Yukitaka.
- Sanada Yukitaka (1512 - 1574) - Daimyo van de provincie Shinano die zich onderwierp aan Takeda.
- Tada Mitsuyori (1501 - 1563)
- Takeda Nobukado (1529 - 1582) - Jongere broer van Takeda Shingen.
- Takeda Nobushige (1525 - 1561) - Jongere broer van Takeda Shingen, stierf in de vierde slag bij Kawanakajima.
- Tsuchiya Masatsugu (1544 - 1575) - Vocht te Mikatagahara en stierf te Nagashino; zijn zonen volgden Takeda Katsuyori tot diens dood te Temmokuzan in 1582.
- Yamagata Masakage (1524 - 1575) - Vocht te Mikatagahara en Yoshida en stierf te Nagashino.
- Yamamoto Kansuke (1501 - 1561) - Strateeg achter de vierde slag bij Kawanakajima, stierf in deze slag.
- Yokota Takatoshi (1487 - 1550) - Stierf te Toishi.